# مصطلحات الطب البديل
يصف الطب البديل (Alternative medicine)أي ممارسة تهدف إلى تحقيق التأثيرات العلاجية للطب ، رغم أنها تفتقر إلى المعقولة البيولوجية بسبب عدم قابليتها للاختبار أو ببساطة لأنه لم يتم إختيارها على الإطلاق. الطب التكميلي (Complementary medicine)( CM )، والطب التكميلي والبديل ( CAM )، والطب المتكامل أو الطب التكاملي (integrative medicine)( IM )، والطب الشامل (holistic medicine)هي بعض الأسماء التجارية لنفس المصطلح.

## مصطلحات الطب البديل
تُستخدم مصطلحات الطب البديل ، والطب التكميلي ، والطب التكاملي، والطب الشامل ، والطب الطبيعي ، والطب غير التقليدي ، والطب الهامشي ، والطب غير التقليدي ، وطب العصر الجديد بشكل متبادل لأن لها نفس المعنى و هي مترادفات تقريبًا في معظم السياقات. 

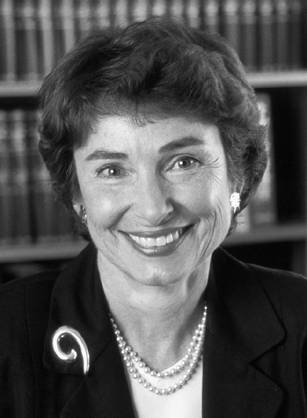
مارسيا أنجيل : "لا يمكن أن يكون هناك نوعان من الطب - التقليدية والبديلة.

إن معنى مصطلح "بديل" في تعبير "الطب البديل" ليس أنه بديل فعال للعلوم الطبية ، على الرغم من أن بعض مروجي هذا النوع من التطبيب قد يستخدمون المصطلحات الفضفاضة عن قصد ليس إلا لإعطاء مظهر الفعالية.  يمكن أيضًا استخدام المصطلحات غير الدقيقة للإشارة إلى وجود ثنائية في حين أنها غير موجودة، على سبيل المثال، استخدام تعبيري "الطب الغربي" و"الطب الشرقي" للإشارة إلى أن الاختلاف هو اختلاف ثقافي بين الشرق الآسيوي و الغرب الأوروبي، وليس بين الطب القائم على الأدلة و العلاجات التي لا تعمل.

### الطب التكميلي أو التكاملي
الطب التكميلي ( CM ) أو الطب التكاملي ( IM ) هو عندما يتم استخدام الطب البديل مع العلاج الطبي الوظيفي، على اعتقاد أنه يحسن من تأثير العللاجات الرئيسية.  على سبيل المثال، قد يُعتقد أن الوخز بالإبر يأثر على تدفق الطاقة الخارقة للطبيعة مما يزيد من فعالية الطب القائم على العلم أو "يكمله" عند استخدامه في نفس الوقت. بدلاً من ذلك، قد تؤدي التفاعلات الدوائية الكبيرة الناجمة عن العلاجات البديلة إلى جعل العلاجات أقل فعالية، و خاصة في علاج السرطان .   وُصف الطب التكاملي بأنه محاولة لجلب العلوم الزائفة إلى الطب الأكاديمي القائم على العلوم . بسبب تسمياتها المتعددة، تعرض هذا المجال لانتقادات الكاتبة روز شابيرو بسبب ما وصفته بإعادة تسمية مكثفة لممارسات متشابهة بشكل أساسي. 
CAM هو اختصار لعبارة الطب التكميلي والبديل . يذكر تقرير منظمة الصحة العالمية العالمي لعام 2019 حول الطب التقليدي و التكميلي أن مصطلحي الطب التكميلي والبديل "يشيران إلى مجموعة واسعة من ممارسات الرعاية الصحية التي لا تشكل جزءًا من الطب التقليدي للحكومات ولا يتم دمجها بالكامل في نظام الرعاية الصحية السائد. يتم استخدامها بالتبادل مع الطب التقليدي في بعض البلدان. 

### مصطلحات أخرى
يشمل الطب التقليدي الجوانب الطبية للمعرفة التقليدية التي تطورت عبر الأجيال ضمن المعتقدات الشعبية لمختلف المجتمعات، بما في ذلك الشعوب الأصلية، قبل عصر الطب الحديث. دراسة منظمة الصحة العالمية لعام 2019 تُعرَّف الطب التقليدي بأنه "مجموع المعارف و المهارات و الممارسات القائمة على النظريات و المعتقدات و الخبرات المتأصلة في ثقافات مختلفة، سواء كانت قابلة للتفسير أم لا، و المستخدمة في الحفاظ على الصحة و كذلك في الوقاية من الأمراض الجسدية و العقلية أو تشخيصها أو تحسينها أو علاجها". 
الطب الشامل هو إعادة صياغة للطب البديل. في هذه الحالة، غالبًا ما يتم استخدام كلمتي التوازن و الشمولية جنبًا إلى جنب مع كلمتي التكميلية أو التكاملية ، بزعم أخذ الشخص "الكامل" في الاعتبار، على النقيض من الاختزالية المفترضة في الطب.

## تعريفات الطب البديل
يتم تعريف الطب البديل بشكل فضفاض على أنه مجموعة من المنتجات و الممارسات و النظريات التي يعتقد مستخدموها بأنها لها نفس التأثيرات العلاجية للطب ،   ولكن لم يتم إثبات فعاليتها باستخدام الأساليب العلمية ،   أو لا تشكل نظريتها و ممارستها جزءًا من الطب الحيوي ،     أو التي تتناقض نظرياتها و ممارساتها بشكل مباشر مع الأدلة العلمية أو المبادئ العلمية المستخدمة في الطب الحيوي. "الطب الحيوي" أو "الطب" هو ذلك الجزء من العلوم الطبية الذي يطبق مبادئ علم الأحياء ، وعلم وظائف الأعضاء ، وعلم الأحياء الجزيئي ، والفيزياء الحيوية ، وغيرها من العلوم الطبيعية على الممارسة السريرية ، باستخدام الأساليب العلمية لتحديد فعالية تلك الممارسة. على عكس الطب،  لا ينشأ المنتج أو الممارسة البديلة من استخدام الأساليب العلمية، بل قد يكون بدلاً من ذلك قائمًا على الإشاعات أو الدين ، أو التقاليد، أو الخرافات ، أو الإيمان بالطاقات الخارقة للطبيعة ، أو العلوم الزائفة ، أو الأخطاء في المنطق ، أو الدعاية ، أو الاحتيال ، أو غيرها من المصادر غير العلمية المختلفة. 

### التحديات في تعريف الطب البديل
لقد تغيرت المصطلحات بمرور الوقت، مما يعكس أنها أصبحت كالعلامة التجارية المفضلة للممارسين. فمثلا تم إنشاء قسم الطب البديل التابع للمعاهد الوطنية للصحة في الولايات المتحدة ، و الذي أصبح يسمى حاليًا المركز الوطني للصحة التكميلية و التكاملية (NCCIH)، كمكتب للطب البديل (OAM) وتمت إعادة تسميته إلى المركز الوطني للطب التكميلي والبديل (NCCAM) قبل الحصول على إسمه الحالي. غالبًا ما يتم تأطير العلاجات على أنها "طبيعية" أو "شاملة"، في معارضة واضحة للطب التقليدي الذي هو "اصطناعي" و"ضيق النطاق"، وهي تصريحات تعتبر مضللة عمدًا. 
يقول أعضاء بارزون في مجتمع العلوم والعلوم الطبية الحيوية أنه ليس من المنطقي تعريف الطب البديل الذي يعتبر لا علاقة له مع الطب التقليدي، لأن التعبيرات "الطب التقليدي"، "الطب البديل"، "الطب التكميلي"، "الطب التكاملي"، و"الطب الشامل" لا تشير إلى أي طب على الإطلاق. يقول آخرون إن هذا النوع من التطبيب لا يمكن تعريفه بدقة بسبب تنوع النظريات و الممارسات التي يتضمنها، ولأن الحدود بين الطب البديل والطب التقليدي متداخلة و سامية ومتغيرة أيضا .  إن الأنظمة والممارسات التي يشير إليها هذا المصطلح منتشرة، وحدودها غير محددة بشكل جيد.  قد تختلف ممارسات الرعاية الصحية المصنفة على أنها بديلة في أصلها التاريخي وأساسها النظري وتقنية التشخيص والممارسة العلاجية وفي علاقتها بالتيار الطبي السائد.  بعض العلاجات البديلة، مثل الطب الصيني التقليدي والأيورفيدا ، لها أصول قديمة في شرق أو جنوب آسيا وهي أنظمة طبية بديلة تمامًا؛  :13IOM Report 2005، صفحة 18 . </ref> أما الطب الآخر، مثل المعالجة بالمثل والعلاج بتقويم العمود الفقري، فقد نشأ في أوروبا أو الولايات المتحدة وظهر في القرنين 18 و19.  فيستخدم البعض، مثل العلاج بالعظام والعلاج بتقويم العمود الفقري، طرق علاجية جسدية تلاعبية؛ و يعتمد البعض الآخر، مثل التأمل والصلاة ، على التدخلات العقلية والجسدية .  بموجب تعريف الطب البديل بأنه "غير سائد"، فإن العلاجات التي تعتبر بديلة في مكان ما قد تعتبر تقليدية في مكان آخر.
يقول بعض المنتقدين ان هذا التعبير خادع لأنه يوحي بوجود بديل فعال للطب القائم على العلم، أو لأنه يصور بأن العلاج يزيد من فعالية الطب القائم على العلم، في حين أن الأدوية البديلة التي تم اختبارها لا يكون لها دائمًا أي تأثير إيجابي يمكن قياسه مقارنة بالعلاج الوهمي . لقد قيل أنه "لا يوجد حقًا شيء يسمى الطب البديل، فقط الطب الذي يعمل و الطب الذي لا يعمل"، وأن فكرة العلاجات "البديلة" بحد ذاتها متناقضة لأنه ببساطة أكثر أي علاج ثبتت فعاليته هو بحكم التعريف يعتبر طبا.

### أنواع مختلفة من التعاريف
تسعى بعض التعريفات إلى تحديد الطب البديل من حيث هامشيته الاجتماعية و السياسية للرعاية الصحية السائدة. حيث أنه يفتقر إلى الدعم الذي تتلقاه العلاجات البديلة من علماء الطب فيما يتعلق بالوصول إلى تمويل الأبحاث ، أو التغطية المتعاطفة من جانب الصحافة الطبية ، أو الإدراج في المناهج الطبية القياسية. في عام 1993، ذكرت الجمعية الطبية البريطانية (BMA)  "... تلك الأشكال من العلاج التي لا تستخدم على نطاق واسع من قبل المهن الصحية التقليدية، والتي لا يتم تدريس مهاراتها كجزء من المناهج الجامعية في الدورات الطبية و الرعاية الصحية الطبية شبه الطبية التقليدية" . في نفس سياق و في الولايات المتحدة، صاغ الطبيب ديفيد إم. أيزنبرج من جامعة هارفارد تعريفًا في عام 1993 يصف الطب البديل بأنه "تدخلات لا يتم تدريسها على نطاق واسع في كليات الطب ولا تتوفر بشكل عام في مستشفيات الولايات المتحدة" .  أما منظمة الصحة العالمية في عام 2000، عرفت الطب البديل و التكميلي على أنه مجموعة واسعة من ممارسات الرعاية الصحية التي لا تشكل جزءًا من تقاليد ذلك البلد ولا تندمج في نظام الرعاية الصحية السائد.  إضافة إلى ذلك، أطلق عليه تعريف وصفي واسع الاستخدام  وضعه المجلس الوطني الأمريكي للرعاية الصحية:"مجموعة من الأنظمة والممارسات و المنتجات الطبية و الصحية المتنوعة التي لا تعتبر عمومًا جزءًا من الطب التقليدي" . ومع ذلك، فإن هذه التعريفات الوصفية غير كافية في الوقت الحاضر حيث يقدم بعض الأطباء التقليديين علاجات طبية بديلة ويمكن تقديم دورات تمهيدية أو وحدات كجزء من التدريب الطبي الجامعي القياسي؛ كما يتم تدريس الطب البديل في أكثر من نصف كليات الطب الأمريكية وشركات التأمين الصحي الأمريكية على استعداد متزايد لتقديم تعويضات للعلاجات البديلة.  في عام 1999، أفادت 7.7% من مستشفيات الولايات المتحدة باستخدام أحد أشكال العلاج البديل؛ وقد ارتفعت هذه النسبة إلى 37.7% بحلول عام 2008. وجدت مراجعة منهجية لمدة 15 عامًا نُشرت في عام 2022 أن القبول العام للطب البديل و التكميلي من طرف بعض المتخصصين بلغ 52% و الاستخدام العام بلغ 45%. 
في مؤتمر استضافه مكتب الطب البديل الأمريكي في عام 1995،  ابتكر مجموعة من الخبراءتعريفا نظريا للطب البديل باعتباره "مجالًا واسعًا من موارد الشفاء ... بخلاف تلك المتأصلة في النظام الصحي المهيمن سياسياً في مجتمع أو ثقافة معينة في فترة تاريخية معينة". تم اعتماد هذا التعريف على نطاق واسع، و استشهدت به وزارة الصحة بالمملكة المتحدة، و نسبته مع بعض التعديلات إلى التعريف المستخدم من قبل مؤسسة كوكرين .[محل شك]</link> في تقرير الإجماع لعام 2005 الصادر عن معهد الطب الأمريكي . [n 3] لكن، أنصار هذا التعريف يصرون أنه عبارة عن توسعة لصياغة أيزنبرج لعام 1993، لكنه صامت فيما يتعلق بمسائل الفعالية الطبية للعلاجات البديلة. و يرون أنه بذلك يتجنب النسبية فيما يتصل بأشكال المعرفة الطبية المختلفة، وفي حين أنه تعريف سياسي في الأساس، فإن هذا لا يعني أن هيمنة الطب السائد ترجع إلى القوى السياسية فحسب. وفقًا لهذا التعريف، لا يمكن التمييز بين الطب البديل والطب السائد إلا بالإشارة إلى ما هو "جوهري في النظام الصحي المهيمن سياسياً في مجتمع ثقافي معين". ومع ذلك، لا توجد طريقة موثوقة للتمييز بين الثقافات والثقافات الفرعية ، ولا لوصفها بأنها مهيمنة أو تابعة، كما لا توجد أي معايير مقبولة لتحديد هيمنة كيان ثقافي. إذا تم اعتبار ثقافة نظام الرعاية الصحية المهيمن سياسياً معادلة لوجهات نظر المسؤولين عن الإدارة الطبية للمؤسسات والبرامج الصحية الرائدة، فإن التعريف يفشل في الاعتراف بإمكانية الانقسام إما داخل هذه النخبة أو بين نخبة الرعاية الصحية والسكان على نطاق أوسع.
إن التعريفات القائمة على الأدلة تميز الطب البديل على أساس توفيره للعلاجات غير المثبتة أو غير المعتمدة أو غير الفعالة و دعم النظريات التي ليس لها أساس علمي معترف به.
تعرف هذه التعريفات الممارسات بأنها تشكل الطب البديل عندما يتم استخدامها بشكل مستقل أو بدلاً من الطب القائم على الأدلة، ويتم طرحها على أنها ذات تأثيرات علاجية كالطب، ولكنها لا تستند إلى أدلة علمية. و توضيحًا لهذا المنظور، زعمت افتتاحية عام 1998 التي شاركت في تأليفها مارسيا أنجيل، المحررة السابقة لمجلة نيو إنجلاند الطبية، أن:
لقد تعرض هذا التقسيم للنقد على أساس أن ليس كل أشكال الممارسة الطبية القياسية أظهرت أدلة كافية على الفائدة،  وأن معظم العلاجات التقليدية، إذا ثبت عدم فعاليتها، لن يتم تصنيفها لاحقًا على أنها بديلة. علاوة على ذلك، فالطب البديل يشير إلى مجموعة متنوعة من النظريات ذات الصلة وغير ذات الصلة والتي تتراوح من المنتجات والممارسات المعقولة بيولوجيًا والممارسات مع بعض الأدلة، إلى الممارسات والنظريات التي تتناقض بشكل مباشر مع العلم الأساسي أو الأدلة الواضحة، و المنتجات التي ثبت بشكل قاطع أنها غير فعالة أو حتى سامة أو ضارة.
إن أنصار قاعدة الأدلة الطبية  مثل مؤسسة كوكرين يتخذون موقفًا مفاده أن جميع المراجعات المنهجية للعلاجات سواء كانت "سائدة" أو "بديلة"، يجب أن تخضع للمعايير الحالية للمنهج العلمي. في عام 2011، اقترحت المؤسسة أن مؤشرات مستوى قبول العلاج تشمل الترخيص الحكومي للممارسين، و التغطية من قبل التأمين الصحي ، و بيانات الموافقة من قبل الوكالات الحكومية، و التوصية كجزء من إرشادات الممارسة؛ وأنه إذا كان شيء ما هو حاليًا علاجًا قياسيًا و مقبولًا، فمن غير المقبول أن يتم اعتباره على نطاق واسع مجرد بديل.

#### أستراليا
يستخدم موقع المعلومات العامة المدار من قبلالمجلس الوطني للصحة والبحوث الطبية (NHMRC) التابع لكومنولث أستراليا "CAM" مجموعة واسعة من ممارسات الرعاية الصحية و العلاجات و الإجراءات و الأجهزة التي لا تندرج ضمن مجال الطب التقليدي. هذا يشمل الوخز بالإبر؛ و العلاج بالروائح؛ و العلاج بتقويم العمود الفقري؛ و العلاج بالمثل؛ و التدليك؛ و علاجات التأمل و الاسترخاء؛ و العلاج الطبيعي؛ والعلاج بالعظام؛ وعلم المنعكسات؛ و الطب الصيني التقليدي؛ و استخدام مكملات الفيتامينات.

#### الدنمارك
المجلس الوطني الدنماركي للصحة للطب البديل (SRAB)) هو مؤسسة مستقلة تابعة للمجلس الوطني للصحة يستخدم مصطلح "الطب البديل" للإشارة إلى:
- العلاجات التي يتم إجراؤها من قبل المعالجين الذين ليسوا متخصصين في الرعاية الصحية المرخص لهم.
- العلاجات التي تجرى من قبل متخصصين في الرعاية الصحية معتمدين، ولكنها تعتمد على أساليب أخرى تستخدم بشكل رئيسي خارج نظام الرعاية الصحية. يُسمح أيضًا للأشخاص الذين ليس لديهم ترخيص رعاية صحية بإجراء العلاجات.

## مصطلحات أخرى

### الطب الإخلافي
الطب الإخلافي أو علاج الداء بصده هو مصطلح مهين يستخدمه أنصار الطب البديل للإشارة إلى الأنظمة العلمية الحديثة للطب ،  مثل استخدام العوامل النشطة دوائيًا أو التدخلات الفيزيائية لعلاج أو قمع الأعراض أو العمليات المرضية الفسيولوجية للأمراض.   تم صياغة هذا التعبير في عام 1810 من قبل مبتكر المعالجة بالمثل ، صمويل هانيمان (1755-1843). بين المعالجين بالمثل وغيرهم من دعاة الطب البديل، لا يزال مصطلح "الطب الإخلافي" مستخدمًا للإشارة إلى "الفئة العريضة من الممارسة الطبية التي تسمى أحيانًا الطب الغربي، أو الطب الحيوي ، أو الطب القائم على الأدلة ، أو الطب الحديث". 
يظل استخدام المصطلح شائعًا بين المعالجين بالطب المثلي و انتشر إلى ممارسات الطب البديل الأخرى. لم يتم قبول المعنى الذي تحمله هذه التسمية من قبل الطب التقليدي ولا يزال البعض يعتبرها مهينة.  يقول ويليام جارفيس، الخبير في الطب البديل والصحة العامة،  أنه "على الرغم من إمكانية تفسير العديد من العلاجات الحديثة لتتوافق مع المنطق الإخلافي على سبيل المثال، استخدام ملين لتخفيف الإمساك، فإن الطب القياسي لم يلتزم مطلقًا بمبدأ الطب الإخلافي" وأن وصفه ب"العلاج الإخلافي" "كان يعتبر ساخرًا للغاية من قبل الطب العادي". 
لا تتناسب العديد من العلاجات الطبية الحديثة القائمة على العلم كالمضادات الحيوية و اللقاحات و العلاجات الكيميائية، على سبيل المثال مع تعريف صمويل هانيمان للطب الإخلافي، لأنها تسعى إلى منع المرض، أو إزالة سبب المرض من خلال العمل على سبب المرض.  

## الفهرس
1. ↑  Shapiro R (30 سبتمبر 2010). Suckers: How Alternative Medicine Makes Fools of Us All. Random House. ISBN:9781409059165.
2. ↑  "On Fringes of Health Care, Untested Therapies Thrive"، نيويورك تايمز، 17 يونيو 1996، اطلع عليه بتاريخ 2015-12-22
3. ↑  The Final Report (2002) of the White House Commission on Complementary and Alternative Medicine Policy states: "The Commissioners believe and have repeatedly stated in this Report that our response should be to hold all systems of health and healing, including conventional and CAM, to the same rigorous standards of good science and health services research. Although the Commissioners support the provision of the most accurate information about the state of the science of all CAM modalities, they believe that it is premature to advocate the wide implementation and reimbursement of CAM modalities that are yet unproven."[3]
4. ↑  Zeller T، Muenstedt K، Stoll C، Schweder J، Senf B، Ruckhaeberle E، وآخرون (مارس 2013). "Potential interactions of complementary and alternative medicine with cancer therapy in outpatients with gynecological cancer in a comprehensive cancer center". Journal of Cancer Research and Clinical Oncology. ج. 139 ع. 3: 357–365. DOI:10.1007/s00432-012-1336-6. PMID:23099993. S2CID:29598970.
5. ↑  Ben-Arye E، Polliack A، Schiff E، Tadmor T، Samuels N (ديسمبر 2013). "Advising patients on the use of non-herbal nutritional supplements during cancer therapy: a need for doctor-patient communication". Journal of Pain and Symptom Management. ج. 46 ع. 6: 887–896. DOI:10.1016/j.jpainsymman.2013.02.010. PMID:23707384.
6. ↑  Shapiro R (30 سبتمبر 2010). Suckers: How Alternative Medicine Makes Fools of Us All. Random House. ISBN:9781409059165.Shapiro R (2010-09-30). Suckers: How Alternative Medicine Makes Fools of Us All. Random House. ISBN 9781409059165.
7. ↑  "WHO global report on traditional and complementary medicine 2019" (PDF). World Health Organization. Geneva. 2019. ISBN:978-92-4-151543-6.
8. ↑  "WHO global report on traditional and complementary medicine 2019" (PDF). World Health Organization. Geneva. 2019. ISBN:978-92-4-151543-6."WHO global report on traditional and complementary medicine 2019" (PDF). World Health Organization. Geneva. 2019. ISBN 978-92-4-151543-6.
9. ↑  IOM Report 2005، صفحة 19.
10. 1 2
11. 1 2  Harrison's Principles of Internal Medicine 2015، صفحة 1، chpt. 14-E.
12. ↑  "Directive 2004/24/EC of the European Parliament and of the Council". Official Journal of the European Union. 30 أبريل 2004.
13. ↑  IOM Report 2005، صفحات 14–20.
14. ↑  Ruggie M (2004). "Chapter 2: Understanding CAM: The Problem of Knowledge and the Power of Words". Marginal to Mainstream: Alternative Medicine in America. Cambridge, UK: Cambridge University Press. ص. 20. ISBN:978-0-521-83429-2. By the mid-1990s, the notion that some alternative therapies could be complementary to conventional medicine began to change the status of...alternative medicine. The 21st century is witnessing yet another terminological innovation, in which CAM and conventional medicine are becoming integrative.
15. 1 2  Sointu E (2012). Theorizing Complementary and Alternative Medicines: Wellbeing, Self, Gender, Class. Houndmills, Basingstoke, Hampshire: Palgrave Macmillan. ص. 13. ISBN:978-0-230-30931-9.
16. ↑  Gevitz 1997، صفحات 603–33.
17. ↑  IOM Report 2005، صفحة 18.
18. ↑  The BMA used the term non-conventional medicine instead of alternative medicine.[22]
19. ↑  Eisenberg et al. 1993. Eisenberg et al. 1998.
20. ↑  WHO 2000.
21. ↑  IOM Report 2005، صفحة 19.
22. ↑  IOM Report 2005، صفحات 17, 196–252.
23. ↑  Phutrakool P، Pongpirul K (يناير 2022). "Acceptance and use of complementary and alternative medicine among medical specialists: a 15-year systematic review and data synthesis". Systematic Reviews. ج. 11 ع. 1: 10. DOI:10.1186/s13643-021-01882-4. PMC:8759198. PMID:35027078.
24. ↑  The Office for Alternative Medicine, part of the National Institutes of Health, was renamed NCCAM in 1998.[29]
25. ↑  IOM Report 2005، صفحات 17–18.
26. 1 2
27. ↑  Weatherall MW (أغسطس 1996). "Making medicine scientific: empiricism, rationality, and quackery in mid-Victorian Britain". Social History of Medicine. ج. 9 ع. 2: 175–194. DOI:10.1093/shm/9.2.175. PMID:11613446.
28. ↑  Roy V (2015). "Time to sensitize medical graduates to the Indian Systems of Medicine and Homeopathy". Indian Journal of Pharmacology. ج. 47 ع. 1: 1–3. DOI:10.4103/0253-7613.150301. PMC:4375800. PMID:25821302.
29. ↑  "Definition  –  allopathy". The Free Dictionary. Farlex. اطلع عليه بتاريخ 2013-10-25. Citing: Gale Encyclopedia of Medicine (2008) and Mosby's Medical Dictionary, 8th ed. (2009).
30. ↑  Zhang X (2001). "Legal Status of Traditional Medicine and Complementary/Alternative Medicine: A Worldwide Review" (PDF). مؤرشف (PDF) من الأصل في 2007-09-26. اطلع عليه بتاريخ 2007-09-12.
31. ↑  Atwood KC (مارس 2004). "Naturopathy, pseudoscience, and medicine: myths and fallacies vs truth". MedGenMed. ج. 6 ع. 1: 33. PMC:1140750. PMID:15208545.
32. ↑  "Participants". Closer to Truth. مؤرشف من الأصل في 2008-04-20. اطلع عليه بتاريخ 2008-03-22.
33. ↑  Jarvis WT (1996). "Misuse of the term "Allopathy"". National Council Against Health Fraud. اطلع عليه بتاريخ 2013-02-07.
34. ↑  Berkenwald AD (1998). "In the name of medicine". Annals of Internal Medicine. ج. 128 ع. 3: 246–50. DOI:10.7326/0003-4819-128-3-199802010-00023. S2CID:53089206.
35. ↑  Federspil G، Presotto F، Vettor R (أكتوبر 2003). "A critical overview of homeopathy". Annals of Internal Medicine. ج. 139 ع. 8: W75, author reply W76. DOI:10.7326/0003-4819-139-8-200310210-00026-w3. PMID:14568881. مؤرشف من الأصل في 2003-12-30. اطلع عليه بتاريخ 2010-12-30.